# Blue Period
Ne doit pas être confondu avec Blue Period (manga).
Albums de Miles Davis
Conception
(1951) Dig
(1951)
Blue Period est un album du trompettiste Miles Davis paru en 1953 sur le label Prestige. Il contient seulement trois titres sur une durée d'environ 18 minutes interprétés au cours de deux sessions d'enregistrement réalisées en 1951. L'album est sorti deux ans plus tard en format 33 tours.

## Titres
Miles Davis retourne en studio d'enregistrement en janvier 1951 après plusieurs mois d'absence. Il enregistre le 17 janvier en deux sessions, la première avec le quintet de Charlie Parker et la deuxième en tant que leader. Davis réuni à ses côtés un nouveau sextette composé du jeune saxophoniste Sonny Rollins, alors âgé de 21 ans, le contrebassiste Percy Heath, le pianiste John Lewis, le tromboniste Bennie Green et enfin le batteur Roy Haynes. Seul le morceau The Blue Room de cet album est issu de cette deuxième session. Les autres titres sont enregistrés à la fin de l'année avec une formation modifiée. Walter Bishop remplace Lewis au piano, Jackie McLean joue aux côtés de Rollins au saxophone alto, Tommy Potter remplace Heath à la contrebasse et finalement Art Blakey intègre le groupe à la batterie.
|    | Titre           | Compositeur                  | Durée |  |
| -- | --------------- | ---------------------------- | ----- |  |
| 1. | Bluing          | Miles Davis                  | 9:53  |  |
| 2. | Blue Room       | Lorenz Hart, Richard Rodgers | 2:47  |  |
| 3. | Out of the Blue | Miles Davis                  | 6:13  |  |

À propos de Miles Davis et du morceau Blue Room, l'auteur Ian Carr mentionne « son hésitation dans les deux prises de Blue Room » et ajoute « son jeu dans Blue Room est sans doute techniquement le plus faible qu'il ait jamais produit » mais reconnait la qualité et l'émotion dégagée par l'interprétation de ce morceau. L'enregistrement réalisé en octobre fait apparaitre quelques maladresses comme sur le titre Bluing où la fin du morceau est un peu désordonnée mais dans l'ensemble de qualité compte tenu aussi de l'âge de ces musiciens compris entre 19 ans pour Jackie McLean et 25 ans pour Miles Davis,.

## Enregistrements
Les morceaux sont enregistrés le 17 janvier 1951 (titre 2) et le 5 octobre de la même année pour les titres 1. et 3. à l'Apex Studio situé à New York (référencé Prestige PRLP 140),,.
| Miles Davis   | trompette       | 1, 2, 3 |  |  |  |
| Sonny Rollins | saxophone ténor | 1, 2, 3 |  |  |  |
| Jackie McLean | saxophone alto  | 1, 3    |  |  |  |
| Walter Bishop | piano           | 1, 3    |  |  |  |
| John Lewis    | piano           | 2       |  |  |  |
| Bennie Green  | trombone        | 2       |  |  |  |
| Tommy Potter  | contrebasse     | 1, 3    |  |  |  |
| Percy Heath   | contrebasse     | 2       |  |  |  |
| Art Blakey    | batterie        | 1, 3    |  |  |  |
| Roy Haynes    | batterie        | 2       |  |  |  |